# Ray Gravell

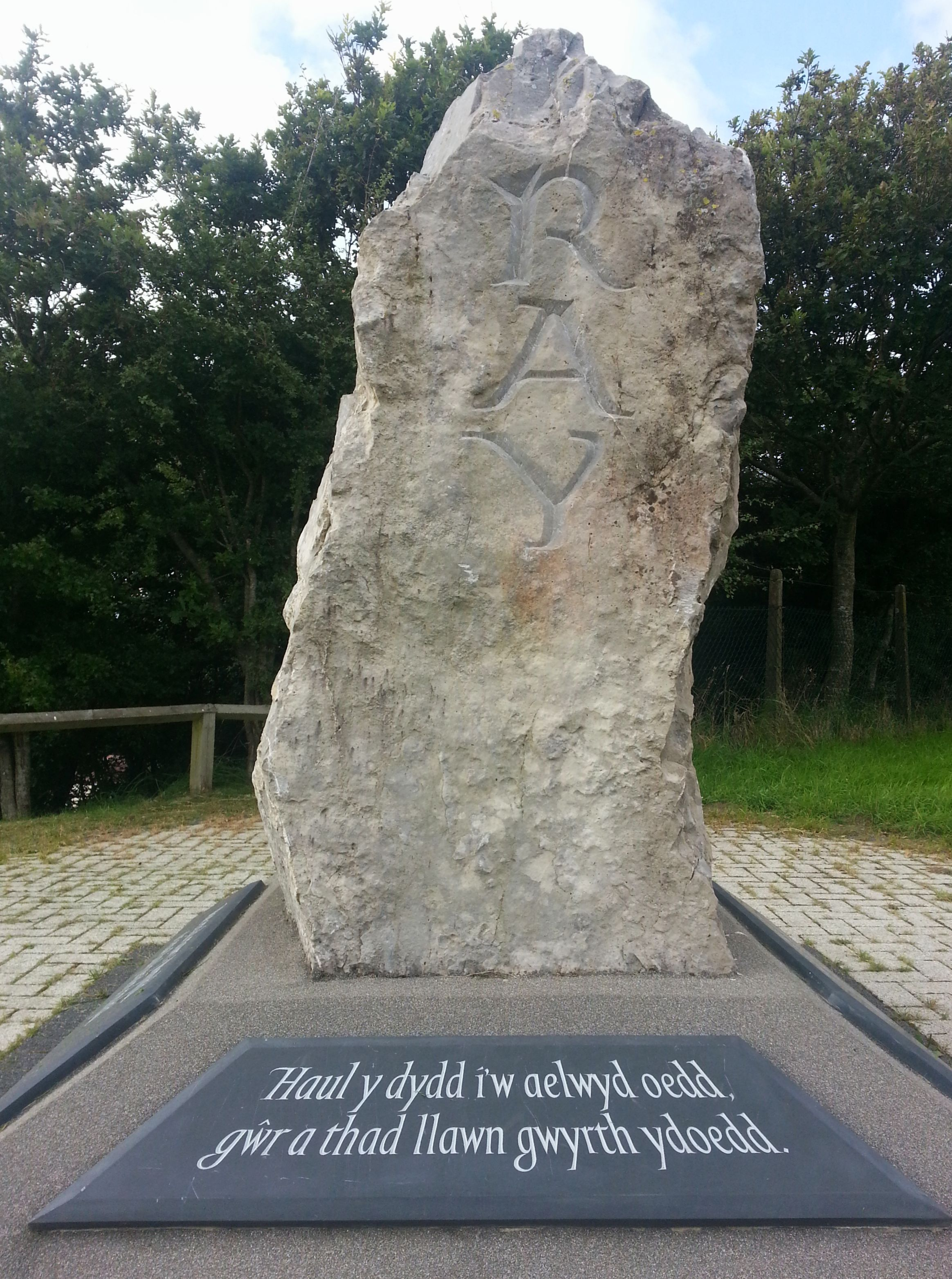
Grób Raya Gravella w rodzinnej miejscowości Mynydd-y-garreg

Ray Gravell (ur. 12 września 1951 w Kidwelly, zm. 31 października 2007 na Majorce) – walijski rugbysta występujący na pozycji centra. W późniejszym czasie znany ze swojej kariery medialnej, występował w filmach oraz prowadził audycje radiowe. Aż do śmierci był członkiem walijskojęzycznej grupy komentatorskiej BBC.

## Młodość
Urodził się w Kidwelly w rodzinie górniczej, w młodym wieku rodzina przeprowadziła się do Mynydd-y-Garreg.

## Kariera rugby union
Rozpoczynał swoją karierę w 1970 w klubie Llanelli R.F.C. i był najmłodszym zawodnikiem występującym w wygranym meczu z reprezentacją Nowej Zelandii 10 października 1972 roku. W latach 1980-82 był kapitanem drużyny Llaneli. Rozegrał 485 spotkań i zdobył 120 przyłożeń w przeciągu całej swojej kariery zawodniczej.
Debiut w reprezentacji Walii miał miejsce w 1975 roku przeciwko Francji. Był członkiem reprezentacji, gdy ta dwukrotnie zdobywała Wielkiego Szlema w 1976 i 1978. W sumie w reprezentacji rozegrał 23 mecze.
Był dwukrotnie wybierany do British and Irish Lions na tournée po południowej półkuli, w roku 1976 musiał zrezygnować z powodu kontuzji ramienia, w roku 1980 rozegrał wszystkie cztery mecze przeciwko reprezentacji RPA.
Gravell występował także 12 razy w barwach zespołu Barbarian F.C. i brał udział w tournée tej drużyny po Kanadzie w styczniu 1976.
Zakończył karierę w roku 1982 całe zawodowe życie spędzając w jednym klubie. Jego styl gry opisywano jako crash-ball centre, po otrzymaniu piłki na pełnym pędzie wbiegał w linię obrony, jego zadaniem było związanie jak największej liczby obrońców. Był jednym z pierwszych zawodników stosującym taką metodę gry zarówno w klubie, jak i w reprezentacji.
Po zakończeniu kariery w roku 1998 został prezesem Llanelli RFC, zaś od 2003 roku prezesem Scarlets.

## Kariera medialna
Po zakończeniu kariery sportowej Gravell zaczął udzielać się w kinematografii oraz w przemyśle rozrywkowym prowadząc liczne programy radiowe w BBC, zarówno po angielsku, jak i walijsku – w BBC Radio Wales i BBC Radio Cymru. Za wieloletnią współpracę BBC Wales w roku 2011 ufundowało popiersie z brązu, które stanęło w siedzibie stacji w Cardiff.

### Filmografia
- 1985  Bonner jako Bonner
- 1992  Skaza jako szofer
- 1992  Filipina Dreamgirls jako farmer
- 1992  Rebecca's Daughters jako Jonah
- 1996  Darklands jako brodaty Cygan

### Gorsedd of Bards
Działał w Gorsedd of Bards, stowarzyszeniu zrzeszającym miłośników i entuzjastów poezji oraz pieśni uprawianej w stylu średniowiecznych bardów. Doceniono tym samym jego wkład w rozwój języka walijskiego. Na corocznych festiwalach Eisteddfodau posługiwał się imieniem Ray o'r Mynydd, otrzymał tytuł Grand Sword Bearer.

## Życie prywatne
Dwukrotnie żonaty, dwie córki – Manon i Gwennan.
W roku 2000 zdiagnozowano u niego cukrzycę, od tego czasu często udzielał wsparcia organizacjom walczącym z cukrzycą oraz sam często odwiedzał chorych. 18 kwietnia 2007 roku amputowano mu prawą nogę poniżej kolana z powodu stopy cukrzycowej.
Zmarł na zawał 31 października 2007 roku podczas rodzinnych wakacji w Hiszpanii.
W publicznej ceremonii pogrzebowej, która odbyła się na stadionie Stradey Park, wzięło udział ponad dziesięć tysięcy osób, w tym pierwszy minister Walii, Rhodri Morgan.
Po jego śmierci chciano uczcić pamięć zmarłego poprzez nazwanie jego imieniem trofeum przyznawanego zwycięzcy w meczach pomiędzy reprezentacjami Walii oraz RPA w rugby i zmienić pierwotnie istniejące plany nazwania Pucharu imieniem księcia Williama, ostatecznie trofeum nazwano Puchar Księcia Williama.
W 2015 w celu uczczenia pamięci rugbysty powstał monodram Grav opowiadający o życiu i karierze Raya Gravella.